# 鼓浪屿英国领事公馆旧址
鼓浪屿英国领事公馆旧址位于中国福建省厦门市鼓浪屿，是全国重点文物保护单位鼓浪屿近代建筑群的子项目之一。
1878年，英国领事机构升级至“领事馆级”，时任领事翟理斯购入此建筑，经过多次改建。现为单层殖民地外廊式建筑，平面近似成不对称的“L”型，立面简洁，西南侧为柱廊，内部布局有厅堂、卧室、厨卫。